# Équipe de France féminine de football des moins de 19 ans
Cet article traite de l'équipe féminine. Pour l'équipe masculine, voir Équipe de France de football des moins de 19 ans.
Maillots
L’équipe de France de football féminin des moins de 19 ans est constituée par une sélection des meilleures joueuses françaises de moins de 19 ans sous l'égide de la Fédération de France de football (FFF).

## Les sélectionneurs
- 1997-2004 :  Bruno Bini
- 2008-2010 :  Jean-Michel Degrange
- 2012-2014 :  Gilles Eyquem
- 2014-2018 :  Gaëlle Dumas
- 2018-2019 :  Gilles Eyquem
- 2019-2021 :  Sonia Haziraj
- 2021-2024 :  Sandrine Ringler
- 2024- :  Philippe Joly

## Palmarès

### Coupe du monde
La compétition est passée en catégorie des moins de 20 ans à partir de 2006.
- 2002 : Phase de groupes
- 2004 : Non qualifiée

### Championnat d'Europe
- 1998 :  Finaliste
- 1999 : Non qualifiée
- 2000 : Quatrième
- 2001 : Non qualifiée
- 2002 :  Finaliste
- 2003 :  Vainqueur
- 2004 : Phase de groupes
- 2005 :  Finaliste
- 2006 :  Finaliste
- 2007 : Demi-finaliste
- 2008 : Phase de groupes
- 2009 : Demi-finaliste
- 2010 :  Vainqueur
- 2011 : Non qualifiée
- 2012 : Non qualifiée
- 2013 :  Vainqueur
- 2014 : Non qualifiée
- 2015 : Demi-finaliste
- 2016 :  Vainqueur
- 2017 :  Finaliste
- 2018 : Phase de groupes
- 2019 :  Vainqueur
- 2022 : Demi-finaliste
- 2023 : Demi-finaliste
- 2024 : Demi-finaliste
- 2025 :  Finaliste

## Effectif actuel

### Effectif 2025
Liste des joueuses sélectionnées par Philippe Joly pour participer à l'Euro U19 2025 en Pologne.
Mis à jour le 25 juillet 2025
| Pos. | Nom                       | Date de naissance | Sélections | Buts | Club                |
| ---- | ------------------------- | ----------------- | ---------- | ---- | ------------------- |
| G    | Alyssa Fernandes          | 1er janvier 2006  | 17         | 0    | Paris Saint-Germain |
| G    | Ceylin Yilmaz             | 9 mars 2007       | 6          | 0    | Montpellier HSC     |
|      |                           |                   |            |      |                     |
| D    | Lou Autin                 | 25 janvier 2006   | 23         | 0    | EA Guingamp         |
| D    | Aude Bizet                | 14 mars 2006      | 11         | 0    | FC Fleury 91        |
| D    | Célia Delaby              | 20 décembre 2006  | 20         | 0    | LOSC                |
| D    | Céleste Delcroix          | 30 avril 2006     | 17         | 0    | LOSC                |
| D    | Taeryne Job               | 10 juillet 2006   | 21         | 0    | AS Saint Etienne    |
| D    | Wassa Sangaré             | 16 mars 2006      | 31         | 4    | OL Lyonnes          |
|      |                           |                   |            |      |                     |
| M    | Rosalie Chaine Rochette   | 7 février 2007    | 9          | 0    | Montpellier HSC     |
| M    | Landryna Lushimba Bilombi | 14 mars 2006      | 17         | 2    | Servette Genève FC  |
| M    | Mélinda Mendy             | 21 décembre 2006  | 27         | 8    | Le Havre AC         |
| M    | Maeline Mendy             | 26 décembre 2006  | 19         | 12   | OL Lyonnes          |
| M    | Kenza Roche Dufour        | 3 août 2007       | 16         | 2    | Paris FC            |
| M    | Julie Swierot             | 14 mars 2006      | 30         | 4    | OL Lyonnes          |
|      |                           |                   |            |      |                     |
| A    | Célia Chabod              | 28 février 2007   | 9          | 0    | Montpellier HSC     |
| A    | Chancelle Effa Effa       | 14 septembre 2006 | 23         | 11   | Le Havre AC         |
| A    | Ornella Graziani          | 19 août 2007      | 7          | 3    | Paris Saint-Germain |
| A    | Liana Joseph              | 15 août 2006      | 13         | 11   | OL Lyonnes          |
| A    | Justine Rouquet           | 6 août 2007       | 16         | 4    | Montpellier HSC     |
| A    | Naolia Traoré             | 22 janvier 2006   | 25         | 3    | Dijon FCO           |

## Effectifs passés

### Effectif 2022
Liste des joueuses sélectionnées par Sandrine Ringler pour participer à l'Euro U19 2022 en République Tchèque.
Mis à jour le 8 septembre 2022
| Pos. | Nom                   | Date de naissance | Sélections | Buts | Club                   |
| ---- | --------------------- | ----------------- | ---------- | ---- | ---------------------- |
| G    | Inès Marques          | 25 mars 2004      | 10         | 0    | Paris FC               |
| G    | Emma Francart         | 31 janvier 2004   | 5          | 0    | FC Metz                |
|      |                       |                   |            |      |                        |
| D    | Léa Notel             | 3 octobre 2004    | 4          | 0    | Stade de Reims         |
| D    | Sarah Kassi           | 9 septembre 2003  | 5          | 0    | FC Fleury 91           |
| D    | Maëlys Mpomé          | 23 février 2003   | 5          | 0    | Montpellier HSC        |
| D    | Jade Rastocle         | 12 juillet 2004   | 9          | 0    | Stade de Reims         |
| D    | Maiwen Renard         | 4 avril 2003      | 1          | 0    | EA Guingamp            |
| D    | Margaux Vairon        | 24 avril 2003     | 3          | 0    | Paris FC               |
|      |                       |                   |            |      |                        |
| M    | Adja Binate Soumahoro | 7 mai 2003        | 10         | 0    | Paris FC               |
| M    | Inès Benyahia         | 26 mars 2003      | 5          | 1    | Olympique Lyonnais     |
| M    | Faustine Bataillard   | 3 août 2004       | 6          | 2    | AS Saint Etienne       |
| M    | Judith Coquet         | 5 août 2003       | 5          | 2    | Montpellier HSC        |
| M    | Claire Pinto          | 1er avril 2004    | 2          | 0    | US Orléans             |
| M    | Inès Kbida            | 10 mai 2003       | 9          | 0    | Olympique de Marseille |
|      |                       |                   |            |      |                        |
| A    | Nesrine Bahlouli      | 20 février 2003   | 7          | 1    | Olympique Lyonnais     |
| A    | Airine Fontaine       | 20 août 2004      | 14         | 1    | Paris FC               |
| A    | Pauline Haugou        | 29 septembre 2004 | 6          | 3    | RC Strasbourg          |
| A    | Noémie Mouchon        | 6 juin 2003       | 7          | 2    | LOSC                   |
| A    | Louna Ribadeira       | 18 août 2004      | 15         | 8    | Paris FC               |
| A    | Madeleine Yetna       | 9 avril 2004      | 11         | 1    | Dijon FCO              |

### Effectif 2015
Les 19 joueuses suivantes ont été convoquées pour participer au Championnat d'Europe de football féminin des moins de 19 ans 2015 en Israël, du 15 au 27 juillet 2015.

### Effectif 2016
Gilles Eyquem a choisi 18 joueuses parmi les 26 convoquées pour le stage. Les huit joueuses qui ont quitté la sélection sont la gardienne Manon Heil, les défenseures Elodie Dinglor et Andrea Prette, les milieux Salomé Elisor et Christy Gavory, les attaquantes Inès Boutaleb, Louise Fleury et Catherine Karadjov. Les 18 joueuses suivantes ont été convoquées pour participer au Championnat d'Europe de football féminin des moins de 19 ans 2016 en Slovaquie, du 19 au 31 juillet 2016.